# Lijst van banken in Estland
Dit is een lijst van banken in  Estland

## Centrale bank
- Bank van Estland, Eesti Pank

## Private banken
- Bigbank
- DNB Pank
- Krediidipank
- LHV Pank
- SEB Pank
- Swedbank
- Tallinna Äripanga
- Versobank

## Dochtermaatschappijen van buitenlandse banken
- Citadele banka
- Danske Bank
- Handelsbanken
- Folkia
- Nordea
- Pohjola Bank
- Scania Finans Aktiebolag